# Betty Barclay Cup
Betty Barclay Cup – profesjonalny kobiecy turniej tenisowy, rozgrywany w latach 1982–1983 w niemieckim Hittfeld, a ponownie w latach 1987–2002 w Hamburgu. Przez wiele lat najważniejsza niemiecka impreza tenisowa. Od 1987 do 1992 zdominowana przez zawodniczkę gospodarzy, Steffi Graf. W dwóch kolejnych sezonach tenisistka ta przegrywała w finałach. Posiadał drugą kategorię turniejową WTA, co sprawiło, że cieszył się uznaniem wśród najjaśniejszych gwiazd kobiecych rozgrywek. Triumfowały tutaj: Arantxa Sánchez Vicario, Martina Hingis, Venus Williams, Kim Clijsters (jako ostatnia w 2002) oraz Iva Majoli. Rozgrywany na nawierzchni ziemnej. Przez wiele lat nosił nazwę Citizen Cup. 30 kwietnia 1993 roku podczas meczu turniejowego doszło do ataku na zawodniczkę jugosłowiańską, Monicę Seles, która po tym incydencie przerwała swoją karierę tenisową.

## Historia nazwy turnieju
| Rok  | Rok  | Nazwa                       |
| 1982 | 1982 | Casino Cup                  |
| 1983 | 1983 | Fila Europa Cup             |
| 1987 | 1995 | Citizen Cup                 |
| 1996 | 1997 | Rexona Cup                  |
| 1998 | 1998 | Intersport Damen Grand Prix |
| 1999 | 2002 | Betty Barclay Cup           |

## Mistrzynie turnieju

### Gra pojedyncza
| Lp. | Zawodniczka             | Ilość zwycięstw |
| --- | ----------------------- | --------------- |
| 1.  | Steffi Graf             | 6               |
| 2.  | Arantxa Sánchez Vicario | 3               |
| 3.  | Venus Williams          | 2               |
| 3.  | Martina Hingis          | 2               |

### Gra podwójna
| Lp. | Zawodniczka              | Ilość zwycięstw |
| --- | ------------------------ | --------------- |
| 1.  | Jana Novotná             | 4               |
| 2.  | Arantxa Sánchez Vicario  | 3               |
| 3.  | Gigi Fernández           | 2               |
| 3.  | Łarysa Sawczenko-Neiland | 2               |
| 3.  | Steffi Graf              | 2               |
| 3.  | Rennae Stubbs            | 2               |
| 3.  | Martina Hingis           | 2               |
| 3.  | Barbara Schett           | 2               |

## Mecze finałowe

### Gra pojedyncza
| Rok                                           | Mistrzyni               | Finalistka              | Wynik               |
| 2002                                          | Kim Clijsters           | Venus Williams          | 1:6, 6:3, 6:4       |
| 2001                                          | Venus Williams          | Meghann Shaughnessy     | 6:3, 6:0            |
| 2000                                          | Martina Hingis          | Arantxa Sánchez Vicario | 6:3, 6:3            |
| 1999                                          | Venus Williams          | Mary Pierce             | 6:0, 6:3            |
| 1998                                          | Martina Hingis          | Jana Novotná            | 6:3, 7:5            |
| 1997                                          | Iva Majoli              | Ruxandra Dragomir       | 6:3, 6:2            |
| 1996                                          | Arantxa Sánchez Vicario | Conchita Martínez       | 4:6, 7:6, 6:0       |
| 1995                                          | Conchita Martínez       | Martina Hingis          | 6:1, 6:0            |
| 1994                                          | Arantxa Sánchez Vicario | Steffi Graf             | 4:6, 7:6(3), 7:6(6) |
| 1993                                          | Arantxa Sánchez Vicario | Steffi Graf             | 6:3, 6:3            |
| 1992                                          | Steffi Graf             | Gabriela Sabatini       | 7:6(5), 6:2         |
| 1991                                          | Steffi Graf             | Monica Seles            | 7:5, 6:7(4), 6:3    |
| 1990                                          | Steffi Graf             | Arantxa Sánchez Vicario | 5:7, 6:0, 6:1       |
| 1989                                          | Steffi Graf             | Jana Novotná            | walkower            |
| 1988                                          | Steffi Graf             | Katerina Maleewa        | 6:4, 6:2            |
| 1987                                          | Steffi Graf             | Isabel Cueto            | 6:2, 6:2            |
| w latach 1984-1986 turniej nie był rozgrywany |                         |                         |                     |
| 1983                                          | Andrea Temesvári        | Eva Pfaff               | 6:4, 6:2            |
| 1982                                          | Lisa Bonder-Kreiss      | Renáta Tomanová         | 6:3, 6:2            |

### Gra podwójna
| Rok  | Mistrzynie                                      | Finalistki                                 | Wynik             |
| 2002 | Martina Hingis Barbara Schett                   | Daniela Hantuchová Arantxa Sánchez Vicario | 6:1, 6:1          |
| 2001 | Cara Black Jelena Lichowcewa                    | Květa Hrdličková Barbara Rittner           | 6:2, 4:6, 6:2     |
| 2000 | Anna Kurnikowa Natalla Zwierawa                 | Nicole Arendt Manon Bollegraf              | 4:6, 6:3, 7:6(6)  |
| 1999 | Arantxa Sánchez Vicario Łarysa Neiland          | Amanda Coetzer Jana Novotná                | 6:2, 6:1          |
| 1998 | Patty Schnyder Barbara Schett                   | Martina Hingis Jana Novotná                | 7:6(3), 3:6, 6:3  |
| 1997 | Anke Huber Mary Pierce                          | Iva Majoli Ruxandra Dragomir               | 2:6, 7:6(1), 6:2  |
| 1996 | Arantxa Sánchez Vicario Brenda Schultz-McCarthy | Gigi Fernández Martina Hingis              | 4:6, 7:6(10), 6:4 |
| 1995 | Gigi Fernández Martina Hingis                   | Conchita Martínez Patricia Tarabini        | 6:2, 6:1          |
| 1994 | Jana Novotná Arantxa Sánchez Vicario            | Jewgienija Maniokowa Leila Meschi          | 6:3, 6:2          |
| 1993 | Steffi Graf Rennae Stubbs                       | Łarysa Neiland Jana Novotná                | 6:4, 6:3          |
| 1992 | Steffi Graf Rennae Stubbs                       | Arantxa Sánchez Vicario Manon Bollegraf    | 4:6, 6:3, 6:4     |
| 1991 | Jana Novotná Łarysa Sawczenko-Neiland           | Arantxa Sánchez Vicario Helena Suková      | 6:4, 3:6, 6:2     |
| 1990 | Gigi Fernández Martina Navrátilová              | Łarysa Sawczenko-Neiland Helena Suková     | 6:4, 7:6(5)       |
| 1989 | Isabelle Demongeot Nathalie Tauziat             | Jana Novotná Helena Suková                 | walkower          |
| 1988 | Jana Novotná Tine Scheuer-Larsen                | Andrea Betzner Judith Wiesner              | 6:4, 6:2          |
| 1987 | Claudia Kohde-Kilsch Jana Novotná               | Natalia Bykova Leila Meschi                | 7:6(1), 7:6(6)    |